# NGC 2890
NGC 2890 est une galaxie lenticulaire située dans la constellation de l'Hydre. NGC 2890 a été découverte par l'astronome américain Francis Leavenworth en 1886.

## Caractéristiques
Sa vitesse par rapport au fond diffus cosmologique est de 5 455 ± 37 km/s, ce qui correspond à une distance de Hubble de 80,5 ± 5,7 Mpc (∼263 millions d'al).
À ce jour, une mesure non basée sur le décalage vers le rouge (redshift) donne une distance d'environ 79,000 Mpc (∼258 millions d'al). Cette valeur est à l'intérieur des valeurs de la distance de Hubble.